# Monte Agung
El Agung o Gunung Agung (balinés: ᬕᬸᬦᬸᬂ ᬆᬕᬸᬂ, "gran montaña") es un estratovolcán situado en la isla de Bali en Indonesia. El volcán tiene una altitud de 3142 m s. n. m. y de lejos parece ser perfectamente cónica. En la cumbre tiene un cráter profundo con un diámetro de 800 metros que ocasionalmente expulsa humo y cenizas. La erupción de 1963-1964 fue una de las más grandes y destructivas en la historia de Indonesia. Tras un periodo de baja actividad volcánica, el Agung erupcionó nuevamente el 26 de noviembre de 2017. Nuevamente volvió a erupcionar el 22 de enero de 2019.
Como es el punto más alto de la isla, domina el área circundante, influenciando el clima. Las nubes vienen del oeste y Agung coge su agua por lo que el oeste es verde y frondoso y el este seco y desértico. Desde la cumbre de la montaña, es posible ver la cima del monte Rinjani en la isla de Lombok, aunque ambas montañas están frecuentemente cubiertas por nubes.
Los balineses creen que el monte Agung es una réplica del monte Meru, el eje central del universo, donde la tradición dice que los humanos encontraron allí, por primera vez, a Dios. Una leyenda sostiene que la montaña es un fragmento del Meru, traído a Bali por los primeros hindúes. También los balineses lo denominan "el ombligo del mundo". El templo más importante de Bali, Pura Besakih, está localizado en las laderas del Gunung Agung.

## Actividad volcánica

### Erupción de 1963
La erupción de 1963 fue una de las más grandes y devastadoras en la historia de Indonesia. El 18 de febrero de 1963, los residentes locales escucharon fuertes explosiones y vieron nubes elevándose desde el cráter del monte Agung. El 24 de febrero, la lava comenzó a fluir por la vertiente norte de la montaña, cubriendo una distancia de 7 km en los siguientes veinte días. El 17 de marzo, el volcán entró en erupción (IEV 5), lanzando escombros 8-10 km en el aire y generando flujos piroclásticos masivos. Estos flujos destruyeron numerosas aldeas, causando la muerte de entre 1100 y 1500 personas. Además, tras la erupción hubo fuertes lluvias que causaron lahars fríos que resultaron en la muerte de 200 personas. Una segunda erupción ocurrió el 16 de mayo y dio lugar a flujos piroclásticos que mataron a otros 200 habitantes. Siguieron erupciones y flujos menores durante casi un año.

### Erupción de 2017

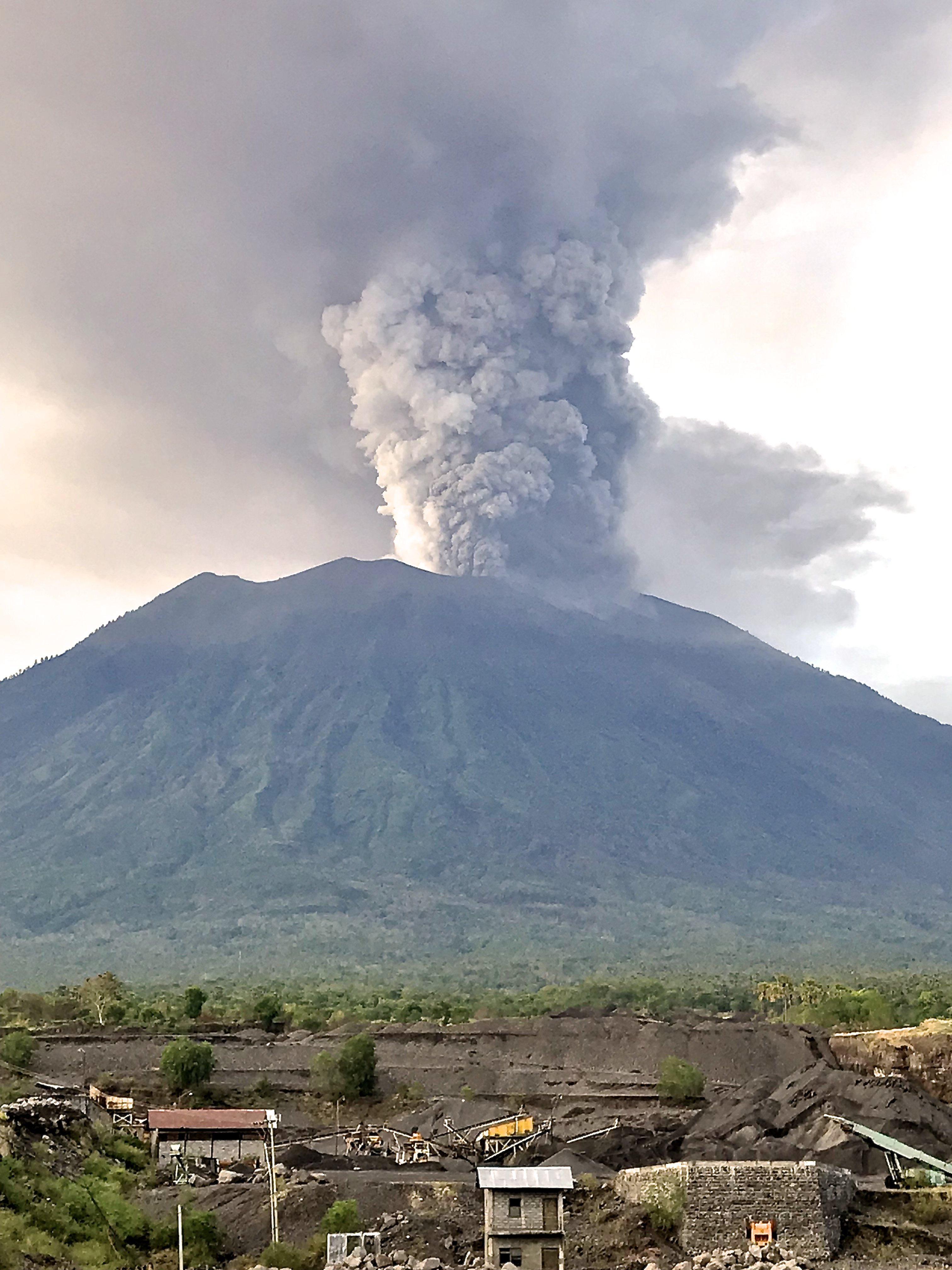
Erupción del Agung del 27 de noviembre de 2017

El 21 de noviembre hubo una pequeña erupción freática a las 9:05 (UTC) y la nube de cenizas alcanzó 3842 metros sobre le nivel del mar. Miles de residentes locales huyeron de inmediato del área, más de 29.000 desplazados fueron recibidos en 270 centros de acopio en la región.
El 25 de noviembre, hubo una erupción magmática. La columna eruptiva alcanzó una de altitud de 1,5-4 km sobre el cráter de la cumbre y se desplazó hacia el sur dejando una capa delgada de ceniza oscura sobre la tierra en los alrededores, lo que llevó a algunas aerolíneas a cancelar vuelos con destino a Australia y Nueva Zelanda. Más tarde, de noche, se observó un resplandor naranja alrededor del cráter, lo que sugirió que magma fresco había llegado a la superficie. El 26 de noviembre de 2017, a las 23:37 (UTC), hubo otra erupción, la segunda en menos de una semana. El aeropuerto de Bali fue cerrado el 26 de noviembre de 2017, dejando muchos turistas varados. Se reportaron lahars en la ladera sur del volcán, en el distrito de Selat. Más de 100.000 personas en un radio de 10 km del volcán recibieron la orden de evacuar.
Erupción de 2019
El 21 de enero de 2019 este monte volvía a entrar en erupción.